# Herb Gabonu
Herb Gabonu – jeden z oficjalnych symboli Gabonu. 

## Historia
Herb został zaprojektowany przez szwajcarskiego heraldyka i weksylologa Louisa Mühlemanna. Jest używany od 15 lipca 1963 roku.

## Opis
W tarczy barwy złotej czarny żaglowiec na błękitnych falach u podstawy, w głowicy zielonej trzy złote bizanty. Jako trzymacze dwie czarne pantery, za tarczą złote drzewo o zielonych liściach, poniżej na błękitnej wstędze dewiza Union, Travail, Justice (franc. Jedność, praca, praworządność). Powyżej tarczy dewiza Uniti progrediemur (łac. Jednoczmy się).
Pantery podtrzymujące tarczę symbolizują czujność i odwagę prezydenta, który broni narodu. Złote koła na górze tarczy symbolizują bogactwa naturalne kraju. Statek symbolizuje dążenie Gabonu do lepszej przyszłości. Drzewo okoumé (Aucoumea klaineana) symbolizuje handel drzewny.